# Academia dos Singulares
A Academia dos Singulares foi um círculo literário fundado em Lisboa em 4 de Outubro de 1663. São testemunhos das muitas sessões desse círculo, os três volumes publicados em 1665, 1668 e em 1692, onde se compilaram os sonetos, concursos literários e certames de escrita, entretidos pelos membros.

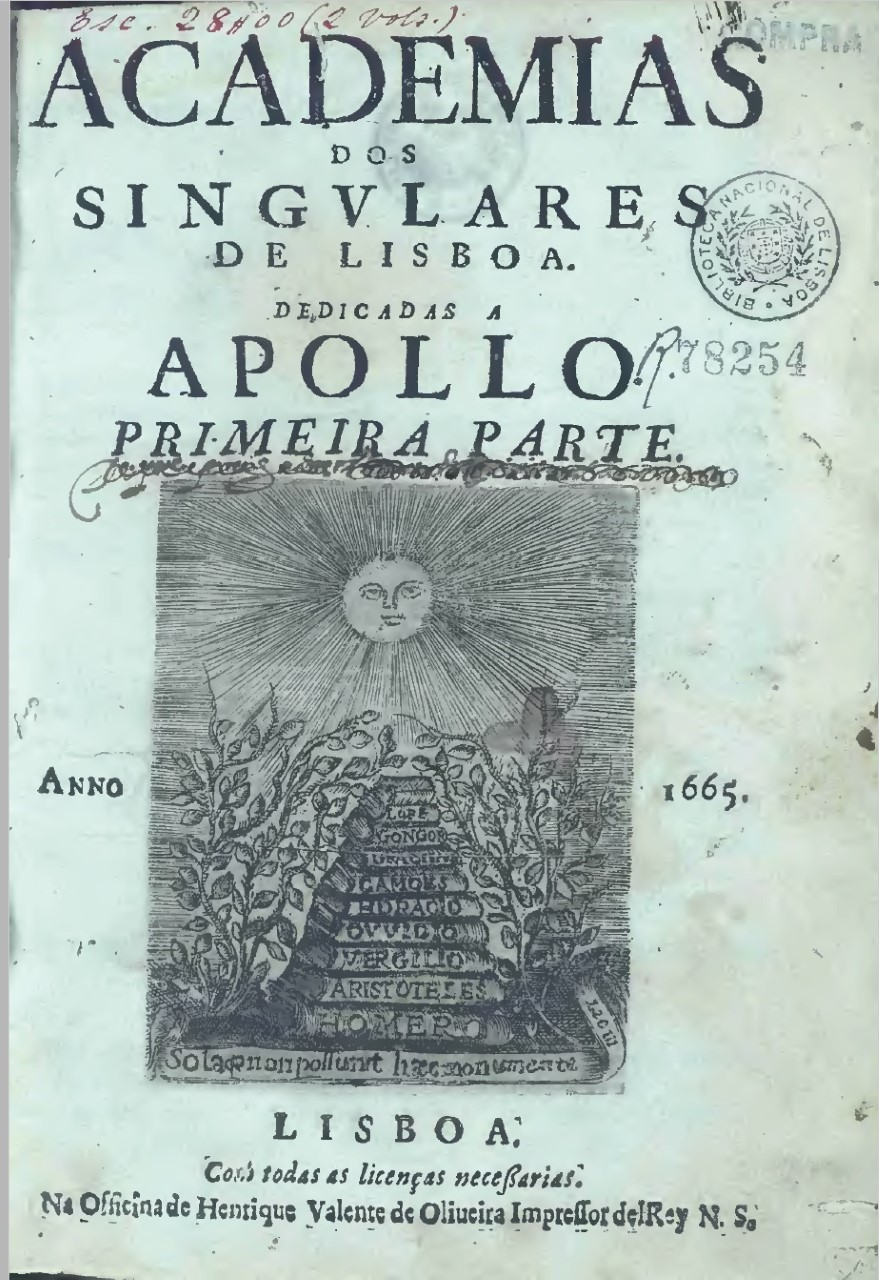
Folha de rosto do primeiro volume da Academia dos Singulares, publicado em 1665

Uma das principais características das produções literárias dos seus membros, fossem estas em prosa ou em verso, era o recurso obrigatório a trocadilhos engenhosos no tratamento de temas corriqueiros ou humorísticos.